# Asante Kotoko Sporting Club
El Asante Kotoko Sporting Club, popularmente conocido como Asante Kotoko, es una entidad ghanesa dedicada al fútbol. Fundado en 1935, es el club de su país que más veces ha ganado el campeonato local, con 25 títulos. Internacionalmente ha disputado en siete oportunidades el título de campeón de la Liga de Campeones de la CAF, obteniendo éxito en dos ocasiones, lo que le ha valido para ser considerado por la Federación Internacional de Historia y Estadística de Fútbol como «el mejor club africano del siglo XX».

## Historia
La fundación del club fue a causa de 13 jóvenes de la región de Ashanti, liderados por el joven chofer Kwasi Kuma, un nativo de Kumasi, el cual se dedicaba a ser chofer de los ingleses en Ghana y de los oficiales militares; y la idea de hacer un club de fútbol fue tras ver un partido.
El club nació en 1926, pero 5 años después cambiaron el nombre del club por el de Kumasi Titanics, y el club lo integraron empleados de gobierno como en prisiones y en ferrocarriles que fueron trasladados a Kumasi.
En 1934 cambiaron su nombre por el de Mighty Atoms, debido a que con el anterior no les fue del todo bien, pero un año después, un maestro de educación primaria sugirió cambiar el nombre por el que tienen actualmente, la cual fue aprobada por el rey de la región debido a que Kotoko significa puercoespín, el animal que es el símbolo de la región de Ashanti, y Prempeh II se convirtió en el primer presidente del club. Como consecuencia de ello, el club fue fundado oficialmente el 31 de agosto de 1935.
En el emblema del club aparece un puercoespín, el cual usa sus agujas para atacar a sus enemigos, y que es el símbolo de la región.

## Palmarés

### Torneos nacionales
- Liga de fútbol de Ghana (26):[4]

1959, 1963/64, 1964/65, 1967, 1968, 1969, 1972, 1975, 1980, 1981, 1982, 1983, 1986, 1987, 1988/89, 1990/91, 1991/92, 1992/93, 2003, 2005, 2007/08, 2011/12, 2012/13, 2013/14, 2019, 2022
- Copa de Ghana (10):

1958, 1960, 1976, 1978, 1984, 1998, 2001, 2014, 2017, 2025
- Supercopa de Ghana (2):

2012, 2013
- SWAG Cup (12): 1981, 1988, 1989, 1990, 1991, 1992, 1993, 1998, 2001, 2003, 2005, 2008.
- Ghana Top Four Cup (2): 2003, 2007.
- Ghana Annual Republic Day Cup (3): 2004, 2005, 2008.

### Torneos Internaciones (2)
- Liga de Campeones de la CAF (2):[8] 1970, 1983
- Subcampeón de la Liga de Campeones de la CAF (5): 1967,[9] 1971,[10] 1973,[11] 1982,[12] 1993.[13]
- Subcampeón de la Recopa Africana (1): 2002.[14]
- Subcampeón de la Copa Confederación de la CAF (1): 2004.[15]

## Participación en competiciones de la CAF
| Temporada | Torneo                            | Ronda            | Club                   | Casa  | Visita | Global       |
| --------- | --------------------------------- | ---------------- | ---------------------- | ----- | ------ | ------------ |
| 1966      | Copa Africana de Clubes Campeones | 1                | Lomé                   | 3-0   | 3-0    | 6-0          |
| 1966      | Copa Africana de Clubes Campeones | Cuartos de final | Stade d'Abidjan        | 2-2   | 0-1    | 2-3          |
| 1967      | Copa Africana de Clubes Campeones | 1                | Saint-Louisienne       | 3-2   | 3-0    | 6-2          |
| 1967      | Copa Africana de Clubes Campeones | Cuartos de final | Stade d'Abidjan        | 5-2   | 3-1    | 8-3          |
| 1967      | Copa Africana de Clubes Campeones | Semifinales      | Djoliba                | 2-1   | 1-1    | 3-2          |
| 1967      | Copa Africana de Clubes Campeones | Final            | Mazembe                | 2-2   | 1-1    | 3-3 (v.)     |
| 1969      | Copa Africana de Clubes Campeones | 1                | Patronage Sainte-Anne  | 5-1   | 1-1    | 6-2          |
| 1969      | Copa Africana de Clubes Campeones | Cuartos de final | Young Africans         | 1-1   | 1-1    | 2-2 1        |
| 1969      | Copa Africana de Clubes Campeones | Semifinales      | Ismaily                | 2-2   | 2-3    | 4-5          |
| 1970      | Copa Africana de Clubes Campeones | 2                | Stationery Stores      | 1-02  | 2-3    | 3-3          |
| 1970      | Copa Africana de Clubes Campeones | Cuartos de final | Young Africans         | 2-0   | 1-1    | 3-1          |
| 1970      | Copa Africana de Clubes Campeones | Semifinales      | Ismaily                | 2-0   | 0-0    | 2-0          |
| 1970      | Copa Africana de Clubes Campeones | Final            | Mazembe                | 2-1   | 1-1    | 3-2          |
| 1971      | Copa Africana de Clubes Campeones | 2                | Al-Merreikh Omdurmán   | 1-0   | 1-2    | 2-2 (v.)     |
| 1971      | Copa Africana de Clubes Campeones | Cuartos de final | Ismaily                | 3-0   | 0-0    | 3-0          |
| 1971      | Copa Africana de Clubes Campeones | Semifinales      | Great Olympics         | 1-0   | 1-1    | 2-1          |
| 1971      | Copa Africana de Clubes Campeones | Final            | Canon Yaoundé          | 3-0   | 0-2    | 3-2          |
| 1973      | Copa Africana de Clubes Campeones | 2                | Al-Merreikh Omdurmán   | 3-0   | 1-1    | 4-1          |
| 1973      | Copa Africana de Clubes Campeones | Cuartos de final | Kabwe Warriors         | 2-0   | 1-2    | 3-2          |
| 1973      | Copa Africana de Clubes Campeones | Semifinales      | Kenya Breweries        | 2-1   | 2-0    | 4-1          |
| 1973      | Copa Africana de Clubes Campeones | Final            | Vita Club              | 4-2   | 0-3    | 4-5          |
| 1976      | Copa Africana de Clubes Campeones | 2                | CARA Brazzaville       | 1-0   | 1-2    | 2-2 (v.)     |
| 1976      | Copa Africana de Clubes Campeones | Cuartos de final | ASEC Mimosas           | 2-1   | 0-1    | 2-1 (v.)     |
| 1979      | Recopa Africana                   | 1                | Kadiogo                | 1-0   | 0-1    | 1-1 (2-4 p.) |
| 1981      | Copa Africana de Clubes Campeones | 1                | Invincible Eleven      | 3-0   | 1-1    | 4-1          |
| 1981      | Copa Africana de Clubes Campeones | 2                | Kaloum Star            | 1-0   | 1-3    | 2-3          |
| 1982      | Copa Africana de Clubes Campeones | 1                | Semassi                | 2-0   | 2-3    | 4-3          |
| 1982      | Copa Africana de Clubes Campeones | 2                | Invincible Eleven      | 3-0   | 0-0    | 3-0          |
| 1982      | Copa Africana de Clubes Campeones | Cuartos de final | Kampala City           | 6-0   | 1-1    | 7-1          |
| 1982      | Copa Africana de Clubes Campeones | Semifinales      | Saint Eloi Lupopo      | 2-1   | 2-0    | 4-1          |
| 1982      | Copa Africana de Clubes Campeones | Final            | Al-Ahly                | 1-1   | 0-3    | 1-4          |
| 1983      | Copa Africana de Clubes Campeones | 1                | Libreville             | 2-0   | 2-1    | 4-1          |
| 1983      | Copa Africana de Clubes Campeones | 2                | CARA Brazzaville       | 2-0   | 2-3    | 4-3          |
| 1983      | Copa Africana de Clubes Campeones | Cuartos de final | Bilima                 | 3-0   | 0-2    | 3-2          |
| 1983      | Copa Africana de Clubes Campeones | Semifinales      | ASC Diaraf             | 2-0   | 1-2    | 3-2          |
| 1983      | Copa Africana de Clubes Campeones | Final            | Al-Ahly                | 1-0   | 0-0    | 1-0          |
| 1984      | Copa Africana de Clubes Campeones | 1                | 1º de Maio             | 1-2   | 1-1    | 2-3          |
| 1985      | Recopa Africana                   | 1                | Mighty Barrolle        | 3-0   | 0-1    | 3-1          |
| 1985      | Recopa Africana                   | 2                | ASKO Kara              | 0-0   | 1-1    | 1-1 (v.)     |
| 1985      | Recopa Africana                   | Cuartos de final | AFC Leopards           | 2-0   | 0-2    | 2-2 (4-5 p.) |
| 1987      | Copa Africana de Clubes Campeones | 1                | Bissau                 | w.o.3 | w.o.3  | w.o.3        |
| 1987      | Copa Africana de Clubes Campeones | 2                | WAC Casablanca         | 1-1   | 2-0    | 3-1          |
| 1987      | Copa Africana de Clubes Campeones | Cuartos de final | Zamalek                | 5-1   | 0-2    | 5-3          |
| 1987      | Copa Africana de Clubes Campeones | Semifinales      | Al-Ahly                | 1-0   | 0-2    | 1-2          |
| 1988      | Copa Africana de Clubes Campeones | 1                | Libreville             | 2-0   | 0-2    | 2-2 (2-4 p.) |
| 1990      | Copa Africana de Clubes Campeones | 1                | Freetown United        | 4-0   | 1-1    | 5-1          |
| 1990      | Copa Africana de Clubes Campeones | 2                | FAR Rabat              | 1-0   | 3-3    | 4-3          |
| 1990      | Copa Africana de Clubes Campeones | Cuartos de final | Al-Hilal Omdurmán      | 2-1   | 2-2    | 4-3          |
| 1990      | Copa Africana de Clubes Campeones | Semifinales      | Kabylie                | 1-0   | 0-2    | 1-2          |
| 1991      | Recopa Africana                   | 1                | ASFA Yennenga          | 1-0   | 0-1    | 1-1 (2-3 p.) |
| 1992      | Copa Africana de Clubes Campeones | 1                | Mikishi                | 1-1   | 2-0    | 3-1          |
| 1992      | Copa Africana de Clubes Campeones | 2                | Costa do Sol           | 2-1   | 2-1    | 4-2          |
| 1992      | Copa Africana de Clubes Campeones | Cuartos de final | ASEC Mimosas           | 2-3   | 2-1    | 4-4 (v.)     |
| 1993      | Copa Africana de Clubes Campeones | 1                | Sahel                  | 2-0   | 0-0    | 2-0          |
| 1993      | Copa Africana de Clubes Campeones | 2                | KAC Marrakech          | 3-0   | 0-1    | 3-1          |
| 1993      | Copa Africana de Clubes Campeones | Cuartos de final | Nkana Red Devils       | 3-0   | 0-1    | 3-1          |
| 1993      | Copa Africana de Clubes Campeones | Semifinales      | ASEC Mimosas           | 2-0   | 1-3    | 3-3 (v.)     |
| 1993      | Copa Africana de Clubes Campeones | Final            | Zamalek                | 0-0   | 0-0    | 0-0 (7-6 p.) |
| 1995      | Copa CAF                          | 1                | Inter Star             | 4-0   | 0-1    | 4-1          |
| 1995      | Copa CAF                          | 2                | Arsenal Maseru         | 1-0   | 1-2    | 2-2 (v.)     |
| 1995      | Copa CAF                          | Cuartos de final | Kaloum Star            | 2-2   | 0-0    | 2-2 (v.)     |
| 1997      | Copa CAF                          | 1                | Mangasport             | 2-0   | 1-2    | 3-2          |
| 1997      | Copa CAF                          | 2                | USM Aïn Beida          | 1-1   | 1-3    | 2-4          |
| 1999      | Recopa Africana                   | 1                | Libreville             | 2-0   | 1-2    | 3-2          |
| 1999      | Recopa Africana                   | 2                | Al-Masry Club          | 1-0   | 0-1    | 1-1 (2-4 p.) |
| 2002      | Recopa Africana                   | 1                | Sonangol               | 2-0   | 2-2    | 4-2          |
| 2002      | Recopa Africana                   | 2                | Santos Cape Town       | 1-1   | 3-3    | 4-4 (v.)     |
| 2002      | Recopa Africana                   | Cuartos de final | Ghazl Al Mehalla       | 3-0   | 2-4    | 5-4          |
| 2002      | Recopa Africana                   | Semifinales      | Police                 | 4-0   | 3-1    | 7-1          |
| 2002      | Recopa Africana                   | Final            | WAC Casablanca         | 2-1   | 0-1    | 2-2 (v.)     |
| 2003      | Recopa Africana                   | 1                | Mighty Blue Angels     | w.o.4 | w.o.4  | w.o.4        |
| 2003      | Recopa Africana                   | 2                | Mount Cameroon         | 3-2   | 2-2    | 5-4          |
| 2003      | Recopa Africana                   | Cuartos de final | APR                    | 2-1   | 0-1    | 2-2 (v.)     |
| 2004      | Liga de Campeones de la CAF       | 1                | Tempête Mocaf          | w.o.5 | w.o.5  | w.o.5        |
| 2004      | Liga de Campeones de la CAF       | 2                | ASEC Mimosas           | 0-0   | 1-1    | 1-1 (v.)     |
| 2004      | Liga de Campeones de la CAF       | 3                | USM Alger              | 2-0   | 0-2    | 2-2 (3-5 p.) |
| 2004      | Copa Confederación de la CAF      | 3                | WAC Casablanca         | 2-0   | 1-1    | 3-1          |
| 2004      | Copa Confederación de la CAF      | Fase de grupos   | Enugu Rangers          | 2-0   | 1-2    | 1º Lugar     |
| 2004      | Copa Confederación de la CAF      | Fase de grupos   | Al-Hilal Omdurmán      | 3-0   | 0-2    | 1º Lugar     |
| 2004      | Copa Confederación de la CAF      | Fase de grupos   | Petro Atlético         | 2-1   | 1-1    | 1º Lugar     |
| 2004      | Copa Confederación de la CAF      | Final            | Hearts of Oak          | 1-1   | 1-1    | 2-2 (7-8 p.) |
| 2005      | Liga de Campeones de la CAF       | Preliminar       | Wallidan               | w.o.6 | w.o.6  | w.o.6        |
| 2005      | Liga de Campeones de la CAF       | 1                | FAR Rabat              | 1-0   | 0-2    | 1-2          |
| 2006      | Liga de Campeones de la CAF       | Preliminar       | Aigle Royal Menoua     | 3-0   | 1-1    | 4-1          |
| 2006      | Liga de Campeones de la CAF       | 1                | Ferroviário Maputo     | 2-1   | 0-0    | 2-1          |
| 2006      | Liga de Campeones de la CAF       | 2                | USCA Foot              | 6-0   | 0-1    | 6-1          |
| 2006      | Liga de Campeones de la CAF       | Fase de grupos   | Kabylie                | 2-1   | 0-1    | 3º Lugar     |
| 2006      | Liga de Campeones de la CAF       | Fase de grupos   | Sfaxien                | 4-2   | 1-2    | 3º Lugar     |
| 2006      | Liga de Campeones de la CAF       | Fase de grupos   | Al-Ahly                | 0-0   | 0-4    | 3º Lugar     |
| 2007      | Liga de Campeones de la CAF       | 1                | Gambia Ports Authority | 1-0   | 0-1    | 1-1 (2-4 p.) |
| 2008      | Copa Confederación de la CAF      | 1                | Wikki Tourists         | 4-1   | 2-2    | 6-3          |
| 2008      | Copa Confederación de la CAF      | 2                | Dolphins               | 4-1   | 2-0    | 4-3          |
| 2008      | Copa Confederación de la CAF      | 3                | Al-Ittihad             | 3-1   | 1-2    | 4-3          |
| 2008      | Copa Confederación de la CAF      | Fase de grupos   | Kabylie                | 3-1   | 0-2    | 4º Lugar     |
| 2008      | Copa Confederación de la CAF      | Fase de grupos   | Al-Merreikh Omdurmán   | 1-0   | 1-2    | 4º Lugar     |
| 2008      | Copa Confederación de la CAF      | Fase de grupos   | Étoile du Sahel        | 2-2   | 0-2    | 4º Lugar     |
| 2009      | Liga de Campeones de la CAF       | 1                | IZ Khemisset           | 3-1   | 0-2    | 3-3 (v.)     |
| 2010      | Liga de Campeones de la CAF       | Preliminar       | ASC Linguère           | 2-0   | 0-2    | 2-2 (2-4 p.) |
| 2013      | Liga de Campeones de la CAF       | Preliminar       | Elá Nguema             | 7-0   | 1-0    | 8-0          |
| 2013      | Liga de Campeones de la CAF       | 1                | JSM Béjaïa             | 1-1   | 0-0    | 1-1 (v.)     |
| 2014      | Liga de Campeones de la CAF       | Preliminar       | BYC                    | 2-2   | 0-0    | 2-2 (v.)     |
| 2015      | Liga de Campeones de la CAF       | Preliminar       | East End Lions         | w.o.7 | w.o.7  | w.o.7        |
| 2015      | Liga de Campeones de la CAF       | 1                | MC El Eulma            | 0-0   | 1-2    | 1-2          |
| 2018      | Copa Confederación de la CAF      | Preliminar       | CARA Brazzaville       | 1-0   | 0-1    | 1-1 (6-7 p.) |
| 2018/19   | Copa Confederación de la CAF      | Preliminar       | Eding Sport FC         | w.o8  | w.o8   | w.o8         |
| 2018/19   | Copa Confederación de la CAF      | 1                | FC Kariobangi Sharks   | 2-1   | 0-0    | 2-1          |
| 2018/19   | Copa Confederación de la CAF      | Playoff          | Cotonsport             | 2-1   | 3-2    | 5-3          |
| 2018/19   | Copa Confederación de la CAF      | Fase de grupos   | Al-Hilal Omdurmán      | 1-1   | 0-1    | 3º Lugar     |
| 2018/19   | Copa Confederación de la CAF      | Fase de grupos   | Nkana FC               | 3-0   | 1-3    | 3º Lugar     |
| 2018/19   | Copa Confederación de la CAF      | Fase de grupos   | ZESCO United FC        | 2-1   | 1-2    | 3º Lugar     |
| 2019/20   | Liga de Campeones de la CAF       | Preliminar       | Kano Pillars           | 2-0   | 2-3    | 4-3          |
| 2019/20   | Liga de Campeones de la CAF       | 1                | Étoile du Sahel        | 2-0   | 0-3    | 2-3          |
| 2019/20   | Copa Confederación de la CAF      | Playoff          | FC San Pédro           | 1-0   | 0-2    | 1-2          |
| 2020/21   | Liga de Campeones de la CAF       | 1                | Al-Hilal Omdurmán      | 0-1   | 0-2    | 0-3          |
| 2020/21   | Copa Confederación de la CAF      | Playoff          | ES Sétif               | 1-2   | 0-0    | 1-2          |
| 2022/23   | Liga de Campeones de la CAF       | 1                | RC Kadiogo             | 0-1   | 1-0    | 1-1 (1-3 p)  |

1- Avanzó por criterio de desempate.

2- El partido fue abandonado cuando el Asante Kotoko ganaba 1-0 después de una invasión al terreno de juego; Asante Kotoko clasificó.

3- Sporting Clubes de Bissau abandonó el torneo.

4- El Mighty Blue Angels fue descalificado por no renovar los permisos de los jugadores para el torneo.

5- AS Tempête Mocaf abandonó el torneo.

6- Wallidan FC fue descalificado por la Federación de Fútbol de Gambia.

7- East End Lions abandonó el torneo.

8- Asante Kotoko avanzó diréctamente debido a que la Federación Camerunesa de Fútbol no confirmó la participación de su segundo representante del torneo antes de la fecha límite.

### Por competición
- Liga de Campeones de la CAF (28):

| Torneo  | Posición         | PJ  | PG | PE | PP | GF  | GC  | Dif. | Puntos |
| ------- | ---------------- | --- | -- | -- | -- | --- | --- | ---- | ------ |
| 1966    | Cuartos de final | 4   | 2  | 1  | 1  | 8   | 3   | +5   | 7      |
| 1967    | Subcampeón       | 8   | 4  | 3  | 1  | 18  | 12  | +6   | 15     |
| 1969    | Semifinales      | 6   | 1  | 4  | 1  | 12  | 9   | +3   | 7      |
| 1970    | Campeón          | 8   | 4  | 3  | 1  | 11  | 6   | +5   | 15     |
| 1971    | Subcampeón       | 9   | 4  | 2  | 3  | 10  | 6   | +4   | 14     |
| 1973    | Subcampeón       | 8   | 5  | 1  | 2  | 15  | 9   | +6   | 16     |
| 1976    | Cuartos de final | 4   | 2  | 0  | 2  | 4   | 4   | 0    | 6      |
| 1981    | Segunda ronda    | 4   | 2  | 1  | 1  | 6   | 5   | +1   | 7      |
| 1982    | Subcampeón       | 10  | 5  | 3  | 2  | 19  | 9   | +10  | 18     |
| 1983    | Campeón          | 10  | 6  | 1  | 3  | 15  | 8   | +7   | 19     |
| 1984    | Primera Ronda    | 2   | 0  | 1  | 1  | 2   | 3   | -1   | 1      |
| 1987    | Semifinales      | 6   | 3  | 1  | 2  | 9   | 6   | +3   | 10     |
| 1988    | Primera Ronda    | 2   | 1  | 0  | 1  | 2   | 2   | 0    | 3      |
| 1990    | Semifinales      | 8   | 4  | 3  | 1  | 14  | 9   | +5   | 15     |
| 1992    | Cuartos de final | 6   | 4  | 1  | 1  | 11  | 7   | +4   | 13     |
| 1993    | Subcampeón       | 10  | 4  | 3  | 3  | 9   | 5   | +4   | 15     |
| 2004    | Tercera Ronda    | 4   | 1  | 2  | 1  | 3   | 3   | 0    | 5      |
| 2005    | Primera Ronda    | 2   | 1  | 0  | 1  | 1   | 2   | -1   | 3      |
| 2006    | Fase de grupos   | 12  | 5  | 3  | 4  | 19  | 13  | +6   | 18     |
| 2007    | Ronda Preliminar | 2   | 1  | 0  | 1  | 1   | 1   | 0    | 3      |
| 2009    | Primera Ronda    | 2   | 1  | 0  | 1  | 3   | 3   | 0    | 3      |
| 2010    | Ronda Preliminar | 2   | 1  | 0  | 1  | 2   | 2   | 0    | 3      |
| 2013    | Primera Ronda    | 4   | 2  | 2  | 0  | 9   | 1   | +8   | 8      |
| 2014    | Ronda Preliminar | 2   | 1  | 0  | 1  | 2   | 2   | 0    | 3      |
| 2015    | Primera Ronda    | 2   | 0  | 1  | 1  | 1   | 2   | -1   | 1      |
| 2019/20 | Primera Ronda    | 4   | 2  | 0  | 2  | 6   | 6   | 0    | 6      |
| 2020/21 | Primera Ronda    | 2   | 0  | 0  | 2  | 0   | 3   | -3   | 0      |
| 2022/23 | Primera Ronda    | 2   | 1  | 0  | 1  | 1   | 1   | 0    | 0      |
| Total   | 2 títulos        | 145 | 69 | 36 | 42 | 213 | 142 | +71  | 237    |

- Copa Confederación de la CAF (5):

| Torneo  | Posición         | PJ | PG | PE | PP | GF | GC | Dif. | Puntos |
| ------- | ---------------- | -- | -- | -- | -- | -- | -- | ---- | ------ |
| 2004    | Subcampeón       | 10 | 4  | 4  | 2  | 15 | 10 | +5   | 16     |
| 2008    | Fase de grupos   | 12 | 5  | 2  | 5  | 21 | 18 | +3   | 17     |
| 2018    | Ronda Preliminar | 2  | 1  | 0  | 1  | 1  | 1  | 0    | 3      |
| 2018/19 | Fase de grupos   | 10 | 5  | 2  | 3  | 15 | 12 | +3   | 17     |
| 2019/20 | Playoff          | 2  | 1  | 0  | 1  | 1  | 2  | -1   | 3      |
| 2020/21 | Playoff          | 2  | 0  | 1  | 1  | 1  | 2  | -1   | 1      |
| Total   | -                | 38 | 16 | 9  | 13 | 54 | 45 | +9   | 57     |

- Copa CAF (2):

| Torneo | Posición         | PJ | PG | PE | PP | GF | GC | Dif. | Puntos |
| ------ | ---------------- | -- | -- | -- | -- | -- | -- | ---- | ------ |
| 1995   | Cuartos de final | 6  | 2  | 2  | 2  | 8  | 5  | +3   | 8      |
| 1997   | Segunda ronda    | 4  | 1  | 1  | 2  | 5  | 6  | -1   | 4      |
| Total  | -                | 10 | 3  | 3  | 4  | 13 | 11 | +2   | 12     |

- Recopa Africana (6):

| Torneo | Posición         | PJ | PG | PE | PP | GF | GC | Dif. | Puntos |
| ------ | ---------------- | -- | -- | -- | -- | -- | -- | ---- | ------ |
| 1979   | Primera ronda    | 2  | 1  | 0  | 1  | 1  | 1  | 0    | 3      |
| 1985   | Cuartos de final | 6  | 2  | 2  | 2  | 6  | 4  | +2   | 8      |
| 1991   | Primera ronda    | 2  | 1  | 0  | 1  | 1  | 1  | 0    | 3      |
| 1999   | Segunda ronda    | 4  | 2  | 0  | 2  | 4  | 3  | +1   | 6      |
| 2002   | Subcampeón       | 10 | 5  | 3  | 2  | 22 | 14 | +8   | 18     |
| 2003   | Cuartos de final | 4  | 2  | 1  | 1  | 7  | 6  | +1   | 7      |
| Total  | -                | 28 | 13 | 6  | 9  | 41 | 29 | +12  | 45     |

## Clubes afiliados
- Sunderland[16]

## Clasificación de los mejores equipos delsigloXX
| Zona     | Club            |
| -------- | --------------- |
| CAF      | Asante Kotoko   |
| AFC      | Al-Hilal        |
| CONMEBOL | Peñarol         |
| CONCACAF | Saprissa        |
| OFC      | South Melbourne |
| UEFA     | Real Madrid     |

## Gerencia
- Dueño:  Otumfuo Nana Osei Tutu II
- Presidente:  Dr Kwame Kyei[2]
- Vicepresidente:  Jude Arthur[2]
- CEO:  Nana Yaw Amponsah
- Asistente del CEO: David Obeng Nyarko
- Director de Comunicaciones:  Moses Antwi Benefo
- Director Comercial:  Eric Amoako Twum
- Director de Financias:  Thomas Sevordzi
- Director de la Adiministración Financiera y Operaciones:  Emmanuel Newton Dasoberi
- Director de Asuntos Legales:  Akua Pokuaa Kwarteng
- Director de Relaciones Internacionales y Diáspora:  Dentaa Amoateng, MBE
  - Fuente: actualizada a 18 de septiembre de 2020.[17]

## Jugadores

### Jugadores destacados
- Samuel Kuffour

### Plantilla

#### Altas y bajas 2020/21
| Altas                | Altas          | Altas           | Altas            | Altas        |
| Jugador              | Posición       | Procedencia     | Tipo             | Costo        |
| -------------------- | -------------- | --------------- | ---------------- | ------------ |
| Fábio Gama           | Centrocampista | Agente libre    | Libre.           | --           |
| Andrews Kwadwo Appau | Defensa        | Bofoakwa Tano   | Traspaso.        | No revelado. |
| Evans Adomako        | Delantero      | Phar Rangers    | Traspaso.        | No revelado. |
| Abdul Latif Anabila  | Centrocampista | Ashanti Gold    | Fin de contrato. | --           |
| Razak Abalora        | Portero        | Agente libre    | Libre.           | --           |
| Ibrahim Danlad       | Portero        | Berekum Chelsea | Fin de cesión.   | --           |
| Osman Ibrahim        | Delantero      | King Faisal     | Fin de cesión.   | --           |
| Patrick Asmah        | Defensa        | Agente libre    | Libre.           | --           |
| Emmanuel Keyekeh     | Centrocampista | Karela United   | Traspaso.        | No revelado. |
| Yusif Mubarik        | Defensa        | Agente libre    | Libre.           | --           |

| Bajas          | Bajas     | Bajas        | Bajas                  | Bajas |
| Jugador        | Posición  | Procedencia  | Tipo                   | Costo |
| -------------- | --------- | ------------ | ---------------------- | ----- |
| Martin Antwi   | Defensa   | Agente libre | Rescisión de contrato. | --    |
| Evans Owusu    | Defensa   | Agente libre | Rescisión de contrato. | --    |
| Richard Arthur | Delantero | Agente libre | Rescisión de contrato. | --    |
| Empem Dacosta  | Defensa   | Agente libre | Rescisión de contrato. | --    |